# Armadillidium simile
Armadillidium simile är en kräftdjursart som beskrevs av Hans Strouhal 1937. Armadillidium simile ingår i släktet Armadillidium och familjen klotgråsuggor. Inga underarter finns listade i Catalogue of Life.